# Стаффорд Кріппс
Стаффорд Кріппс (англ. Cripps Stafford, Sir Richard Stafford Cripps; 24 квітня 1889, Лондон, Велика Британія – 21 квітня 1952, Цюрих, Швейцарія) — британський політик першої половини 20-го століття, посол Великої Британії в СРСР, міністр авіаційної промисловості, Голова Ради з торгівлі, канцлер скарбниці.

## Життєпис
12 липня 1941 року, як Надзвичайний і Повноважний посол Великої Британії в СРСР підписав Угоду між Сполученим Королівством та Союзом Радянських Соціалістичних Республік про спільні дії у війні проти Німеччини.